# SN 2006mj
SN 2006mj – supernowa typu Ia odkryta 19 października 2006 roku w galaktyce A020903-0328. Jej maksymalna jasność wynosiła 23,11m.